# Raúl Savoy

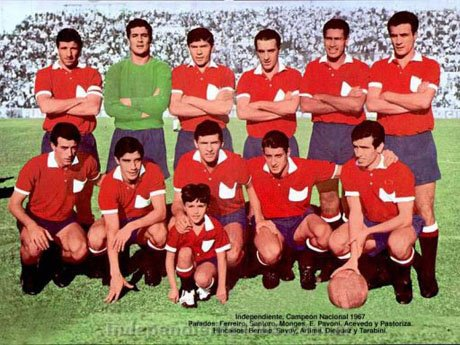
O Independiente campeão argentino em 1967. Savoy é o segundo jogador agachado, da esquerda para a direita.

Raúl Armando Savoy (11 de novembro de 1940 – 9 de dezembro de 2003) foi um futebolista argentino.
É um dos maiores ídolos da história do Independiente, onde jogou 204 partidas entre 1963 e 1968. Fez celebrada dupla ofensiva com Mario Rodríguez, comparada com as de Vicente de la Mata & Arsenio Erico e Ricardo Bochini & Daniel Bertoni. A melhor temporada do canhoto foi a de 1967, quando tornou-se um jogador polifuncional no time que, sob uma tática bastante ofensiva do técnico Osvaldo Brandão, obteve um título argentino naquele ano  com apenas uma derrota.
Mas, antes, Savoy já havia faturado o campeonato argentino também em 1963, além das duas primeiras Libertadores do Rojo, em um bicampeonato seguido em 1964 e 1965, além de integrar a Seleção Argentina que disputou o Sul-Americano de 1963. Também foi campeão argentino no Boca Juniors.
Raúl Savoy faleceu em 9 de dezembro de 2003, aos 63 anos. Seus restos mortais foram enterrados na cidade de San Martín, Argentina.

## Títulos
Independiente
- Copa Libertadores da América: 1964, 1965